# Flauta doce
A flauta doce (português brasileiro) ou flauta de bisel (português europeu) é o termo para designar um grupo de instrumentos de sopro pertencente à família das madeiras. Mas todos eles são instrumentos compostos por um tubo com nove orifícios, sendo oito na parte frontal e um na parte traseira para o polegar. Em modelos antigos, os dois últimos orifícios destinados ao dedo mínimo eram pareados. Dependendo da mão que está posicionada na parte superior e inferior, um dos orifícios era vedado com cera, resultando no uso efetivo de apenas oito dos nove orifícios. Hoje em dia, as flautas doces possuem pés móveis, e em geral são projetadas para uma usabilidade voltada a destros.
Possui uma embocadura com canal e bisel, onde um bloco é inserido no bocal para formar o do canal. Os oito furos incluem um furo de oitavação (para o polegar) localizado na parte traseira do instrumento. Os dois últimos furos podem ser duplos para os semitons. Em flautas sem pé móvel, o último furo é deslocado para o lado para alocar o dedo minimo.
É um instrumento cromático, e, devido à ausência de um sistema de chaves, quase todos os semitons são tocados com dedilhados de forquilha. Geralmente, a mão esquerda é colocada acima da mão direita, embora isso nem sempre tenha sido uma regra. A extensão da maioria das flautas doce é de duas oitavas e meia. No entanto, as "de consort" do Renascimento têm um alcance menor, geralmente inferior a duas oitavas. Os quatro tamanhos mais comuns de flauta hoje são soprano em dó, contralto em fá, tenor em dó e baixo em fá, sendo que o alto tornou-se a flauta doce por excelência.

Corte trasnversal de uma flauta doce da parte da cabeça ou bisel. A: Bloco B: Canal de ar C: Janela

O instrumento mais antigo classificado como uma flauta, totalmente preservado, foi descoberto em um fosso de uma residência em Dordrecht, na Holanda, e atualmente está abrigado no Gemeentemuseum em Haia. Uma recente descoberta, publicada pela Universidade de Tuebingen, destaca o que pode ser considerado o instrumento mais antigo feito por um homem de Neandertal na Alemanha. Trata-se de uma flauta de osso com aproximadamente 42.000 anos. Embora haja evidências suficientes para confirmar a presença da flauta doce na Europa nas últimas décadas do século XIV, foi durante o século XV que o instrumento se consolidou, aparecendo de forma inequívoca em listas de compras de instrumentos, em representações visuais (pinturas, afrescos, tapeçarias) e em descrições presentes em diversos documentos.
Em muitas dessas flautas os dois orifícios finais destinados ao dedo mínimo eram emparelhados; dependendo de qual mão ocupava a posição superior ou inferior, um deles era vedado com cera, resultando na utilização efetiva de apenas oito dos nove orifícios. Poderia apresentar um formato interno cilíndrico ou cônico invertido. No segundo caso, o estreitamento do tubo começava a partir do primeiro orifício (a cabeça permanecia cilíndrica), atingia o ponto mais estreito na altura do último orifício e, em seguida, o tubo se alargava novamente, formando uma pequena campana. Em ambas as configurações, o diâmetro interno era relativamente grande, e a parede interna não muito espessa, proporcionando uma sonoridade ampla e encorpada, com notas graves bem ressonantes. A tessitura abrangia uma oitava mais uma sexta ou sétima.

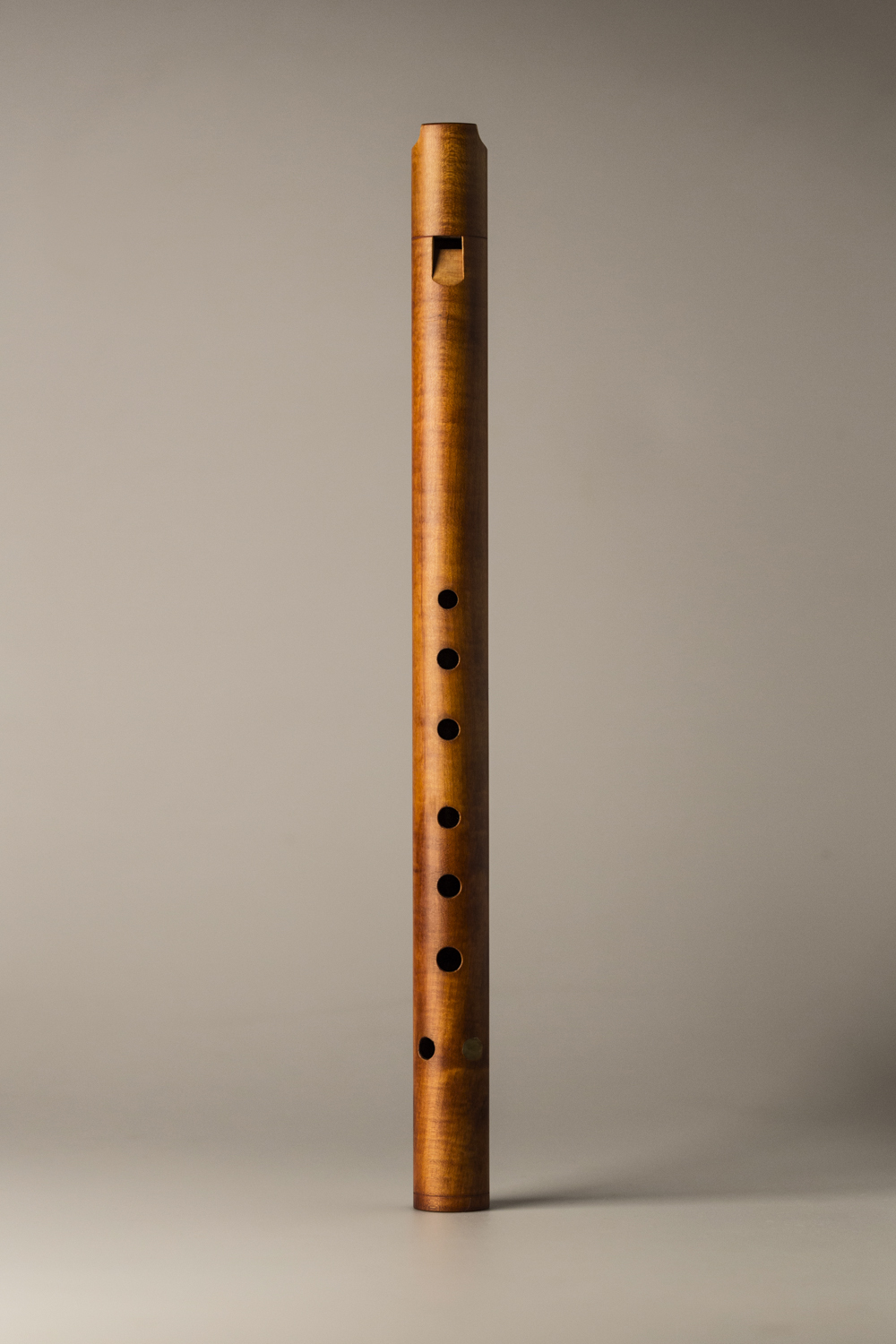
Flauta doce contralto construída por Bob Marvin.

A flauta doce era produzida em três tamanhos principais: um descante em sol (posteriormente conhecido como alto em sol), um tenor em dó e um baixo em fá. No início do século XVI, a combinação desses três tamanhos, com ou sem dobramentos, possibilitava a execução de praticamente todo o repertório vocal disponível, porem soando uma oitava acima.
O instrumento sobrevivente mais antigo e completo é a chamada flauta doce de Dordrecht, de meados do século XIII. Essa flauta  doce "ancestral" é caracterizada por seu corpo estreito e cilíndrico (o curso largo do tubo interno no meio do instrumento é responsável pela afinação e resposta sonora). A segunda flauta doce medieval mais ou menos completa, datando do século XIV, é de Göttingen (norte da Alemanha), onde foi achada numa latrina na Weender Straßer, número 26, em 1987. A "flauta doce de Göttingen" faz parte da coleção do Stadtarchäologie Göttingen.

## Idade Média:1300a1500
Vários membros da família das flautas foram predominantes nos séculos XIV e XV. Primeiramente, a subfamília das flautas de canal ou ducto (Flutes with duct or duct flutes em inglês), que incluía as flauta pastoril, outras flautas de canal tocadas com uma ou duas mãos e que tinham um número variado de furos para os dedos, e a flauta doce, que definimos como um tipo especializado de flauta de canal com furos para sete dedos e o polegar. Em segundo lugar, a subfamília das flautas transversais, que incluía a flauta convencional, bem como um tipo militar de orifício mais estreito chamado pífaro, embora os dois instrumentos nem sempre sejam claramente diferenciados. Em terceiro lugar, as flautas de pan, feitas a partir de uma série de tubos soprados na extremidade de diferentes comprimentos unidos.

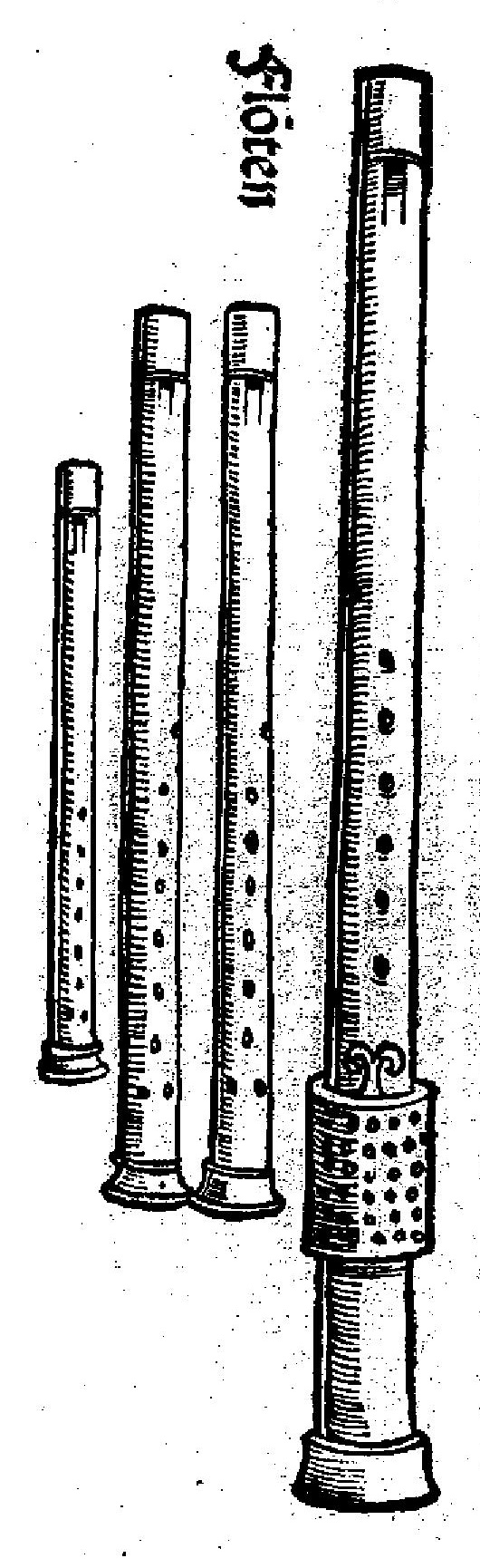
Ilustração de quatro flautas doce do "Musica Getutscht" de Sebastian Virdung (1511)

As primeiras informações certas sobre alguns aspectos da história da flauta doce remontam ao final do século XV e posteriormente. A primeira descrição da flauta doce associada a um nome é encontrada em um tratado latino de Johannes Tinctoris, intitulado "De inventione et usu musice" (Sobre a Invenção e o Uso da Música — Nápoles, cerca de 1481–83). Tinctoris menciona a fistula (literalmente, tubo ou tubo), um tipo específico de instrumento de sopro de madeira (tibia) com 'sete furos na frente e um atrás'. Os termos fistula e tibia remontam à antiguidade. Na Grécia, a aulos geralmente denotava um instrumento de sopro composto por dois tubos e duas palhetas (provavelmente duplas), mas também poderia se referir a qualquer instrumento composto por um único tubo com ou sem palheta. Para essencialmente o mesmo tubo de palheta dupla, os romanos usavam o termo tibia, ou ocasionalmente fistula, uma palavra que os poetas usavam para se referir às flautas de pastor. Tinctoris também está familiarizado com a prática de duplicar o sétimo furo para os dedos em alguns tipos não especificados de tibia, para que os músicos pudessem tocar o instrumento com qualquer mão na parte superior. Essa disposição era comum em flautas doces pré-barrocas.
A primeira descrição seguramente datada em vernáculo da flauta doce associada a um nome, a primeira descrição vinculada a uma imagem e o primeiro gráfico de dedilhado têm todas as origens no "Musica getutscht" (1511) de Sebastian Virdung. Ele chama o instrumento de Flöte. O termo principal utilizado para a flauta doce no "Epitome musical" (1556) de Philibert Jambe de Fer, que também retrata o instrumento e fornece dedilhados para ele, é "fleute à neuf trous" (flauta com nove furos - incluindo o sétimo furo duplicado). Este termo indiretamente fornece a mais antiga confirmação do significado de "recorder" em inglês - documentado pela primeira vez em 1388.
Durante o século XVII, foi mais usada como instrumento solo. Antes, era composta de duas ou uma única peça. Neste século, ela já era formada por três peças. Este modelo permitia produzir som com mais intensidade e com mais possibilidade de expressão. Muitos desses exemplares históricos ainda existem nos dias de hoje em condições de uso. Assim, a flauta doce foi sendo utilizada até se tornar um instrumento profissional no século XVIII, mas foi colocada como instrumento secundário no século XIX, até que foi sendo quase que substituída pelo traverso, instrumento que por sua vez originou a moderna flauta transversal. Em contrapartida, os colonizadores europeus perceberam que os índios utilizavam uma cana como instrumento que era assemelhada à flauta doce. A presença de flautas doces na América do Norte foi documentada já em 1633 quando um inventário de uma plantação em New Hampshire listou 15 flautas doces, e um inventário semelhante feito em outra propriedade de New Hampshire informou a presença de 26 flautas doces.
Depois do surgimento da orquestra clássica, os compositores procuravam instrumentos com maiores recursos dinâmicos. Assim começa o declínio da flauta doce perante a flauta transversal. Por volta de 1750, a flauta doce praticamente desaparecera do repertório de qualquer compositor. Assim, a flauta doce ficou presente apenas na história dos instrumentos musicais. Somente no final do século XIX é que alguns músicos começaram a ter contato com este instrumento novamente, através de pesquisa de músicas antigas e através de literaturas musicais existentes em museus. Entre os envolvidos no ressurgimento da flauta doce, estão Cristopher Welch (1832-1915) e Canon Francis Galpin. Galpin, além de estudar este instrumento, ensinou sua família a tocá-lo. Mas foi o inglês Arnold Dolmetsch (1858-1940) que concluiu que a flauta doce só renasceria se sua reconstrução recebesse o mesmo tratamento dos demais instrumentos. O fruto de suas pesquisas lhe permitiu construir um quarteto de flautas e tocá-las com sua família em um concerto histórico no Festival Haslemere em 1926. Seu filho Carl se tornou um virtuoso no instrumento e elevou-o a um nível de alta interpretação. Esse conjunto de flautas feito por Dolmetsch foi copiado e produzido em série na Alemanha, onde se tornou muito popular.
Tubos de bambu foram introduzidos em escolas dos Estados Unidos nos anos 1920 e depois nas escolas da Grã-Bretanha, quando Hilda King, diretora de uma escola em Londres, começou a ensinar seus alunos em 1926. O "Grêmio de Flautistas de Bambu", fundado por Margaret James em 1932, foi patrocinado por Louise Hanson-Dyer na França, onde ela pôde promover compositores como Georges Auric, Jacques Ibert, Milhaud, Albert Roussel, Poulenc, Arthur Benjamin da Austrália e Margaret Sutherland, para escrever para este meio.
Em 1935, Edgar Hunt introduzia o ensino de flauta doce nas escolas primárias inglesas, e em 1937 foi fundada a "Society of Recorder Player". Aos poucos, a flauta doce ressurgia e os compositores começaram a escrever para o instrumento. Com o aumento do número de grandes intérpretes, a flauta doce se tornou um instrumento de pesquisa de técnicas alternativas de execução.
Hoje em dia, as flautas doces fabricadas possuem um som mais suave do que as flautas do século XVIII nas quais elas são baseadas. No entanto, estas flautas doces neobarrocas permanecem como instrumentos para solo.
Temos, também, hoje, a produção em série de flautas de resina a partir de cópias de originais como, por exemplo, as japonesas Yamaha, Aulos e Zen-On, além de uma série de edições modernas facsímiles de edições antigas e de manuscritos editados na Europa.

## No Brasil

### Introdução do Instrumento
Não seria surpreendente supor que a flauta doce tenha chegado ao Brasil nos primeiros anos da colonização, considerando que, no início do século XVI, esse instrumento já era conhecido e utilizado na música sacra e profana em toda a Europa. A presença de instrumentos europeus por todo o mundo pode ser considerada de certa forma natural, dado que a Era das Descobertas envolveu fortemente a exportação de um modelo cultural, principalmente no âmbito religioso. Embora essa transposição muitas vezes resulte em manifestações bastante semelhantes à matriz europeia, não é incomum que as circunstâncias exijam a necessidade de improvisação e adaptação. Nesse contexto, os portugueses parecem ter desempenhado um papel particularmente hábil nessa capacidade de adaptação.
A execução da flauta doce durante este período estava predominantemente nas mãos de três categorias principais de músicos. Em primeiro lugar, músicos amadores, especialmente membros das cortes e elites urbanas, constituíam uma parte significativa dos praticantes. Além disso, músicos profissionais das cortes utilizavam a flauta doce em conjunto com outros instrumentos durante apresentações camerísticas. Por fim, músicos profissionais de sopros, como os pifferi, adotavam a flauta doce como uma alternativa timbrística para suas charamelas e sacabuxas. Há também a possibilidade de que a flauta doce tenha sido ensinada como um instrumento de iniciação musical para crianças.
No contexto da colonização do Brasil, impulsionada primariamente por motivos econômicos, a sociedade portuguesa estabelecida era composta principalmente por homens cujo interesse central era o enriquecimento por meio da exploração de culturas como a cana-de-açúcar. Esses colonizadores, muitos dos quais oriundos de camadas sociais mais baixas, inicialmente não demandavam um ambiente cultural sofisticado. Mesmo com a chegada de funcionários públicos, mercadores, artesãos e jesuítas após a instalação do governo-geral por Tomé de Souza em 1549, a formação de uma estrutura cultural refinada não era uma prioridade imediata para essa sociedade.
O repertório exigente tocado pelas flautas, caracterizado pela polifonia, demandava músicos experientes. A presença gradual da Igreja Católica no Brasil, cuja importância nas atividades musicais sempre foi significativa, aconteceu sem uma estrutura inicial capaz de abrigar músicos qualificados.
Portanto, a possível introdução da flauta doce no Brasil na primeira metade do século XVI parece ter ocorrido por acaso ou, mais precisamente, por iniciativas individuais para as quais não temos registros. Não há evidências de grupos específicos associados à prática desse instrumento durante esse período.

### Os Jesuítas

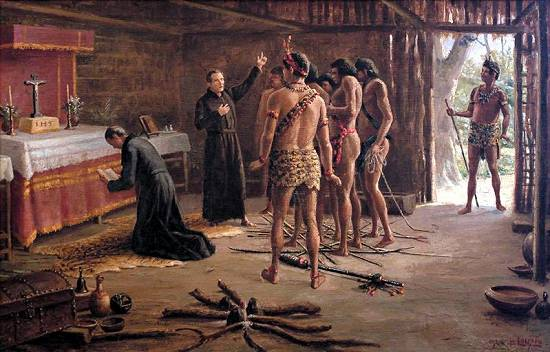
“Anchieta e Nóbrega na cabana de Pindobuçu”, por Benedito Calixto (1927).

Os primeiros registros concretos da presença da flauta doce em território brasileiro estão vinculados à atividade missionária dos jesuítas. Esses religiosos desembarcaram no Brasil em 1549, integrando a comitiva liderada pelo primeiro governador, Tomé de Souza (1503-1579). Inicialmente, o grupo era composto por seis membros: os padres Manuel da Nóbrega (líder do grupo), Leonardo Nunes, Antônio Pires, João de Azpilcueta Navarro, além dos irmãos Vicente Rodrigues e Diogo Jácome. Eles chegaram na Bahia e, progressivamente, estabeleceram-se ao longo da costa litorânea e do interior do país.
No ambiente hostil que era o Brasil, a música emergiu como uma eficaz oportunidade de aproximação. Ela não apenas se apresentou como um meio para a integração, uma linguagem capaz de unir realidades culturais distantes, mas também desempenhou um papel vital na sociedade que estava se estabelecendo. Ao servir às crenças, aos temores, à fé e ao conforto de todos, de maneira transcendental, a música assumiu uma posição fundamental nesse contexto.
A música, mais precisamente o canto místico dos jesuítas, desempenhava um papel crucial como elemento religioso, atuando como um agente de religação, união, consenso e proteção para os diversos indivíduos sociais que se encontravam em um ambiente pós-cabralino desprovido de ordem e governo. O canto místico dos jesuítas, agindo de maneira necessária e socialmente lógica, desempenhava papéis múltiplos, funcionando como um elemento de religião, catequização dos indígenas e, simultaneamente, como meio de agregação geral. Assim, harmonizava e unia todos em um grupo que, devido à falta total de técnica e riqueza, se configurava como uma comunidade sem classes, composta por indivíduos socialmente nivelados entre si.
Ao perceber a eficácia do uso da música com os indígenas, as regras da Companhia de Jesus foram adaptadas para permitir que padres e irmãos a utilizassem sem violar os princípios da ordem. Essa constatação era realizada tanto pelos padres locais quanto pelos visitadores, que intermediavam a negociação das regras junto aos superiores. Foram excluídos relatos que claramente mencionavam flautas indígenas, contextualizadas em rituais nativos específicos. Os relatos selecionados, apresentam cinco termos básicos para flautas: frautas (ou flautas), gaitas, pífaros e os latinos tibiae e fistulae, com suas variantes.
Consideramos que, dentre todas as flautas mencionadas nos relatos jesuítas, aquelas identificadas como flautas doces são as que surgem em pelo menos um dos seguintes contextos: utilizadas para executar cantos de órgão; ensinadas pelos jesuítas aos meninos indígenas; tocadas pelos próprios índios em eventos religiosos. Além disso, é interessante ponderar sobre a possível adequação da flauta doce no processo de educação musical e cristã dos meninos indígenas. Dada a afinidade deles com a música e os sons de suas próprias flautas, é plausível supor que tenha havido uma receptividade ao instrumento europeu, facilitando seu ensino pelo Padre Rodrigues e seus companheiros de ordem.

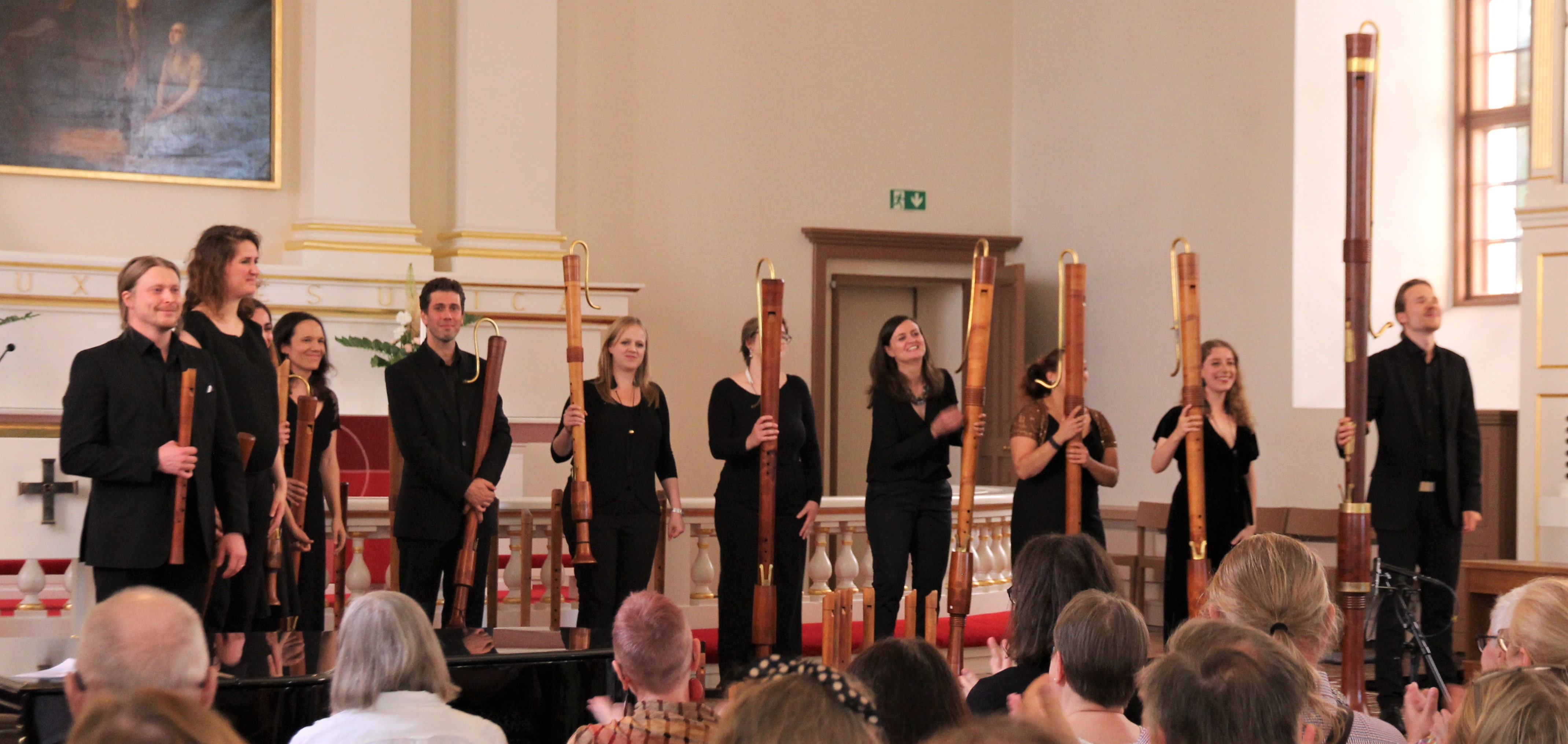
Consort de flautas doce. Note-se a presença de várias flautas baixo. A ultima chegando a mais de 3m de altura.

A flauta doce possui um extenso repertório, e quase todas as melodias podem ser adaptadas de algum modo para este instrumento, devido a sua afinação e técnica muito propícias. O repertório para flauta doce é necessariamente barroco, medieval e folclórico, embora ela fique bem em muitos outros gêneros musicais.
Antonio Lucio Vivaldi (1678 - 1741) compôs muitos concertos para flauta doce, como o RV 441 em dó menor para flauta doce contralto, o RV 85 em sol menor (adaptável à flauta doce), e o RV 443 em dó maior para flauta doce sopranino. Outros virtuoses para a flauta doce foram Jacob van Eyck (1590? - 1657), com o seu método Der Flüyten Lust-hof, em dois volumes, e Giuseppe Sammartini (1700? - 1775), que compôs diversas sonatas para este instrumento.
Além desses, temos ainda a Danserye, de Tielman Susato (1510? - 1570?), uma série de melodias renascentistas que se adequavam muito bem aos instrumentos daquela época, e também a diversas variedades de flautas doces.
A flauta doce não possui chaves ou outros mecanismos, sendo manuseada diretamente com os dedos. Assim, ela tem a vantagem de empregar com facilidade ornamentos, que tanto foram usados durante o período Barroco: glissandos, mordentes, grupetos e arpejos. Na flauta doce, entretanto, são mais comuns e frequentes os trinados e apojaturas. Como a flauta doce é dependente de articulações com a língua, pode-se utilizar uma variedade delas para embelezar a melodia durante o tocar. O instrumento também é propício ao legato.
Atualmente, a maioria das flautas doce são afinada em lá = 440Hz, como o padrão para ao demais instrumentos modernos. Este padrão foi adotado oficialmente em 1955 como a norma ISO 16. Entretendo há diferentes afinações e temperamentos musicais, sobretudo nos instrumentos históricos.

## Digitação

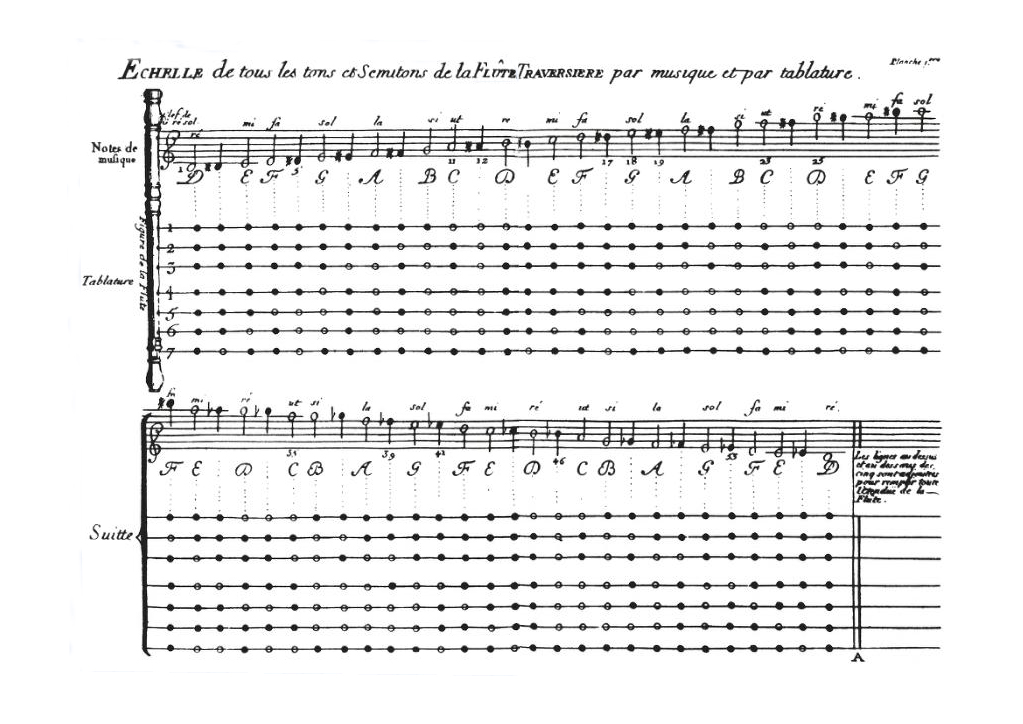
Fac-símile do sistema de digitação das flautas de Hotteterre do inicio do século XVIII. Se comparamos com os atuais sistemas "barroco" e germânico encontraremos diversas diferenças.

Os dois principais esquemas de digitação que encontramos nos instrumentos são: O Germânico, desenvolvido pelo alemão Peter Harlan (1898 — 1966). E o chamado Barroco, ou inglês, desenvolvido por Arnold Dolmetsch (1911 — 1997) que é, atualmente, o modelo padrão. Diferente do que o nome sugere, o sistema de digitação chamado de Barroco não é, de fato, barroco. Foi desenvolvido na primeira metade do século XIX para atender necessidades modernas. Buscando uma digitação que funcionasse bem no temperamento padrão, o temperamento igual, Harlan desenvolveu esta digitação para fabricação e disseminação de seus instrumentos.
Existe uma quantidade considerável de desinformação em circulação no que diz respeito aos sistemas de digitação para flauta doce. A maioria dos flautistas doce de nível médio e até profissionais tende a afirmar que existem dois sistemas de digitação para flauta doce, o barroco e o alemão, sendo que o primeiro é o correto e o outro é errado. Como na maioria das sabedorias populares, há mais do que um grão de verdade nessa afirmação, mas ela não pode ser aceita simplificadamente, pois é tanto incompleta quanto parcialmente incorreta em sua forma atual. Existem, na verdade, quase tantas digitações quanto modelos de flauta. O mais comum, nas flautas originais, era que cada fabrincante tivesse seu proprio modelo de digitação (que ia junto com sua flauta). Alguns dos exemplos mais importantes são as digitações de Sebastian Virdung (1511), Martin Agricola (1528), Silvestro Ganassi (1535), Philibert Jambe de Fer (1556), Aurelio Virgiliano (1600), Mersenne (1636), Gerbrandt van Blankenburgh - Jacob van Eyck (1646), Bartolomeo Bismantova (1677), Robert Carr (1685), Freilhon-Poncein (1700), Jacques-Martin Hotteterre (1707), Joseph Friedrich Bernhard Caspar Majer (1732), Thomas Stanesby Jr. (1732). Digitações utilizadas por diversos construtores diferentes entre os séculos XVI e XVIII. Na tabela a seguir consta a comparação dos dois sistemas mais utilizados hoje e o sistema histórico de Hotteterre:
| Sistema de Digitação | Fá da primeira oitava (soprano) Sib da primeira oitava (contralto) |
| -------------------- | ------------------------------------------------------------------ |
| Histórico            | O / 123 / 4–6 / –                                                  |
| Barroco (moderno)    | O / 123 / 4–6 / 7                                                  |
| Germânico            | O / 123 / 4–– / –                                                  |

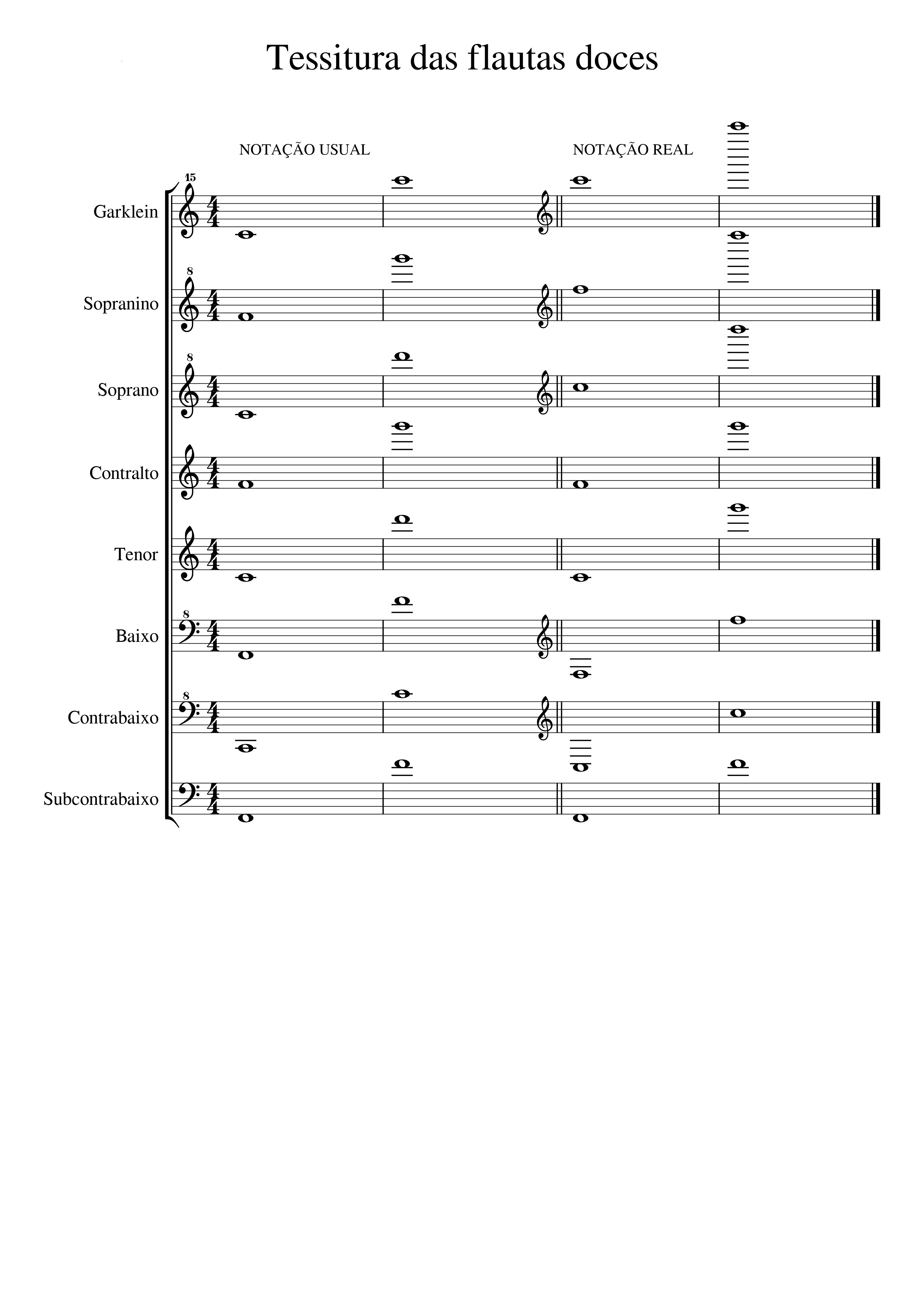
Tessituras das flautas doces modernas

Existem muita variedade de flautas doces, em tamanhos e afinações; é o que se chama de "família das flautas doces" ou "consort". Todas as flautas doces possuem uma gama de pouco mais de duas oitavas. Temos a flauta doce "sopranino" (gama: F5 a G7), a flauta doce "soprano" (gama: C5 a D7; é a variedade mais conhecida), a flauta doce "contralto" (afinada uma oitava abaixo da flauta sopranino), a flauta doce "tenor" (afinada uma oitava abaixo da soprano), a flauta doce "baixo" (afinada uma oitava abaixo da contralto) e a flauta doce "grande-baixo" (afinada uma oitava abaixo da tenor).

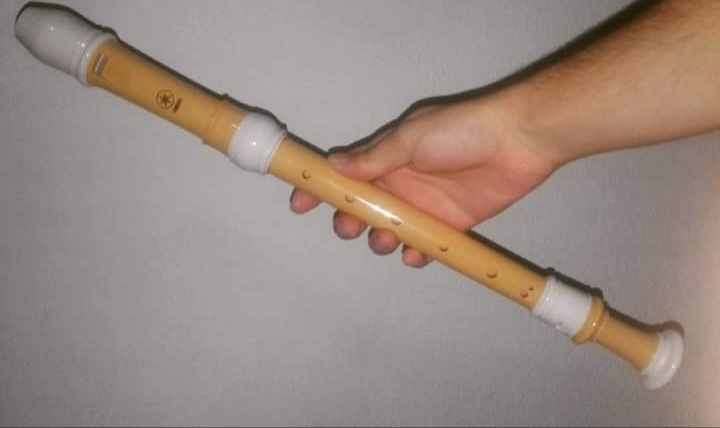
Flauta doce ecológica, fabricada em bioplástico de milho

Existem, ainda, variedades menos utilizadas, como a flauta doce garklein (afinada uma oitava acima da flauta soprano), a flauta doce piccolino (afinada uma oitava acima da flauta sopranino; muito rara), a flauta doce "contra-baixo" (afinada uma oitava abaixo da flauta baixo) e a flauta doce "subcontra-baixo" (afinada uma oitava abaixo da flauta grande-baixo).
As partituras das flautas doces são escritas nas seguintes claves:
- flautas doces piccolino e garklein - clave de sol 15.ª acima;
- flautas doces sopranino e soprano - clave de sol 8.ª acima;
- flautas doces contralto e tenor - clave de sol;
- flautas doces baixo e grande-baixo - clave de fá 8.ª acima;
- flautas doces contra-baixo e subcontra-baixo - clave de fá.

A maioria das flautas doces atuais são fabricadas em três peças: cabeça, corpo e pé. A cabeça contém a boquilha, com a qual se faz o sopro direto. Na boquilha, fica a peça chamada "bloco", que tem a função de conter a umidade interna em flautas de madeira (onde quase sempre é confeccionado de pau-rosa), ou é removível, para a higienização do interior das flautas de resina. Na cabeça, ainda, fica a windway (aresta), responsável por gerar o som do instrumento. O mecanismo da windway é o mesmo dos tubos de órgão. No corpo, ficam os furos da flauta doce; e no pé, finalmente, fica a saída de ar, a qual pode ser tapada para a execução das notas mais agudas, o que demanda do músico bom domínio do instrumento.
As flautas doces tenor e baixo contêm chaves para acionar alguns furos, dada a distância maior entre estes nestas variedades.
Ainda falando da boquilha da flauta doce, esta pode ter a entrada de ar reta ou curva. As curvas conferem mais resistência ao sopro em relação às retas, demandando do instrumentista mais equilíbrio para tocar. Em flautas doces, ainda, podem ter o bloco côncavo (detalhe este encontrado quase sempre em flautas de lutheria).

As flautas doces modernas, em geral, são confeccionadas com detalhes barrocos, notadamente anéis entalhados. Existem modelos como a Ganassi, que é "liso" e possui um característico barrilhete de metal. Na indústria, as flautas doces seriais são fabricadas de acrilonitrila butadieno estireno (resina ABS); quando de madeira, podem ser confeccionadas de jacarandá, cedro, granadilla, entre outras.

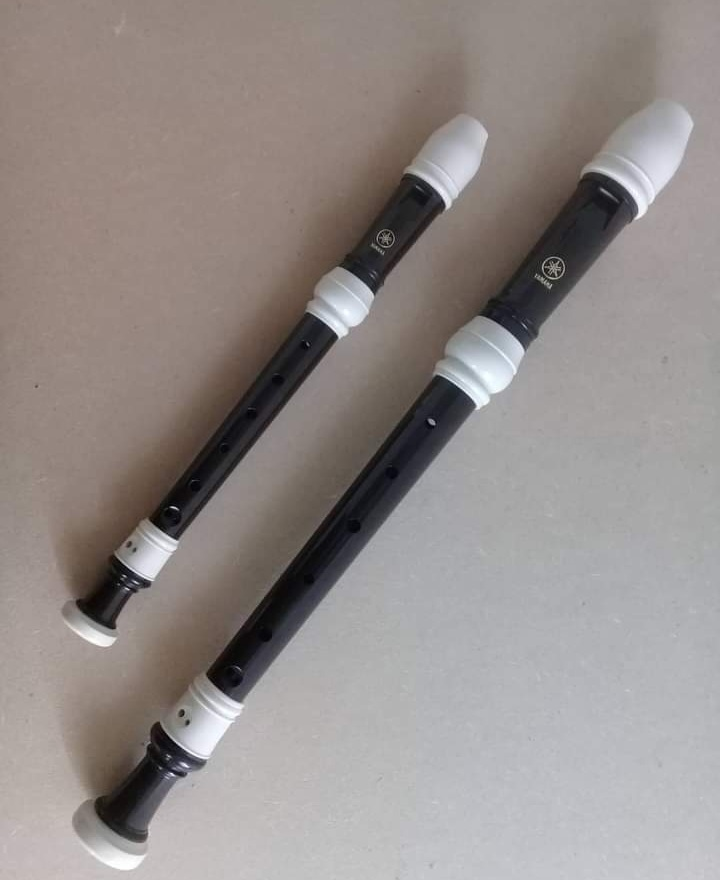
Flautas doces soprano e contralto de igual modelo

A flauta doce, em inglês, é denominada recorder (lembrar), supostamente por lembrar o canto dos pássaros. Em francês é chamada flute à béc, e em espanhol (embora se use flauta dulce na América Latina) flauta de pico, que significam flauta de bico (boquilha). Em alemão, por sua vez, a flauta doce é denominada blockflöte (flauta de bloco), em razão do bloco de cedro-rosa na boquilha do instrumento.
Em Portugal, o termo flauta de bisel se refere à aresta que gera o som da flauta doce. Finalmente, no Brasil, o nome flauta doce veio do italiano flauto dolce, por causa do som melodioso do instrumento, e para o diferenciar da flauta transversal.
- MÖNKEMEYER, Helmut. Método para Flauta Doce Soprano
- MÖNKEMEYER, Helmut. Método para Flauta Doce Contralto
- van EYCK, Jacob. Der Flüyten Lust-Hof
- WEILAND, Renata. Sonoridades brasileiras: métodos para flauta doce soprano.Curitiba: Editora UFPR, 2018. ISBN 9788584800995